# Kanał rodny
Kanał rodny – przestrzeń stanowiąca drogę dla rodzącego się płodu. Utworzony jest przez:
- trzon macicy
- cieśń macicy
- kanał szyjki macicy
- pochwę.

W obrębie kanału rodnego kostnego wyróżnia się cztery mniejsze przestrzenie:
- przestrzeń wchodu, ograniczona przez:
  - górną płaszczyznę wchodu (przebiega przez guzki łonowe i wzgórek kości krzyżowej)
  - dolną płaszczyznę wchodu (przebiega przez kresę graniczną)
- przestrzeń próżni
- od dołu ograniczona przez płaszczyznę próżni (przebiega przez wewnętrzną powierzchnię spojenia łonowego, środek kręgu S3 i panewkę stawu biodrowego)
- przestrzeń cieśni
- od dołu ograniczona przez płaszczyznę cieśni (dolny brzeg spojenia łonowego, kolce kulszowe, wierzchołek kości krzyżowej)
- przestrzeń wychodu
  - składa się z dwóch trójkątnych płaszczyzn: pierwszej wyznaczonej przez guzy kulszowe, łuk podłonowy i linię międzykolcową, drugiej wyznaczonej przez więzadła krzyżowo-guzowe, linię międzykolcową i wierzchołek kości guzicznej.